# Gigantomaquia
A gigantomaquia (em grego:  Γιγαντομαχία, transl.: Gigantomachía) é, na mitologia grega, a guerra dos gigantes contra os deuses olímpicos que sucede a titanomaquia. Por vezes a gigantomaquia e a titanomaquia são identificadas como a mesma guerra.

## Descrição
A Gigantomaquia se desenrola após a Titanomaquia. Gaia (mitologia) ficou profundamente irritada com as punições aplicadas por Zeus a seus filhos que foram trancafiados no Tártaro (mitologia) e decidiu incitar seus outros filhos, os gigantes, a enfrentarem os Deuses olímpicos.
Os gigantes eram muito poderosos, combinavam força física com elementos mágicos. A única forma de matá-los seria através de um ataque simultâneo proveniente de um deus e um mortal. Essa condição fez com que a presença de Héracles fosse fundamental para os olimpianos, após ser recrutado por Atena, o herói participou da batalha, especialmente com suas flechas.
Por fim, combinando o poder dos deuses com os de Herácles, os gigantes foram derrotados.